# Crescent (Oklahoma)
Crescent ist eine Stadt im Logan County, Oklahoma. Das U.S. Census Bureau hat bei der Volkszählung 2020 eine Einwohnerzahl von 1.299 ermittelt.

## Wirtschaft
Die Wirtschaft Crescents wird heute von Landwirtschaft und Leichtindustrie geprägt.

## Geschichte
Die Geschichte Crescents geht auf das Jahr 1889, dem Jahr des Oklahoma Land Run, zurück. Die Entwicklung des während des Land Rush besiedelten Gebietes zu einer Ortschaft setzt im Herbst des Jahres 1889 ein, als sich William Brown ansiedelte und ein zunächst aus einem Zelt und einem Wagen bestehendes Geschäft auf dem Gebiet des heutigen Crescent eröffnete. Zusammen mit einem etwas später eintretenden Partner, Benjamin Ryland, wurde das Geschäft in ein Blockhaus überführt. Im folgenden Jahr eröffnete ein W. F. Mock in einem gegenüber dem Geschäft errichteten Blockhaus ein Hotel, ein Restaurant und eine Bäckerei. Im Februar 1890 wurde ein Büro der Post eröffnet. Der Zensus 1900 ergab 139 Einwohner.
Die Denver, Enid and Gulf Railroad führte 1902 ihr Schienennetz bis eine Meile westlich des mittlerweile gebildeten Ortes heran. Nachdem zwei Siedler überzeugt worden waren der Gemeinde Land zu überlassen wurde der Ort zu den Schienen verlegt. Als 1907 Oklahoma sich im Rahmen der aufziehenden Prohibition zu einem trockenen Staat erklärte, mussten in Crescent drei Saloons geschlossen werden, stattdessen entstanden zwei Billard-Cafés. 1910 wurden 903 und 1920 878 Einwohner gezählt. Mitte der 1920er Jahre verboten die Einwohner des Ortes den Betrieb der Billardcafés, genehmigten aber die Aufführung von Filmen. 1926 wurde nördlich von Crescent Öl gefunden. 1930 wurde das South Crescent Ölfeld eröffnet, auf dem 1933 durch 32 Pumpstationen 3000 Barrel Rohöl am Tag förderten. Die bisher landwirtschaftlich geprägte Wirtschaft wurde mehr und mehr durch die Ölindustrie geprägt. Zwischen 1930 und 1940 wuchs die Einwohnerzahl von 1190 auf 1301 Personen.
Mitte der 1960er Jahre eröffnete nahe Crescent die Cimarron Fuel Fabrication Site, in der aus Uranhexafluorid und Plutonium Brennstäbe für die amerikanische Nuklearindustrie gefertigt wurden. 1976 wurde diese Anlage geschlossen. 1974 war Karen Silkwood, eine Angestellte der Einrichtung, unter ungewöhnlichen Umständen gestorben. Der sich aus ihrem Tod entwickelnde Gerichtsprozess erregte in den frühen 1980ern amerikaweit das Interesse der Öffentlichkeit.
1980 erreichte Crescent eine Einwohnerzahl von 1651. Bis 2000 sank diese dann auf 1281 Einwohner ab.

## Söhne und Töchter
- Bradley Manning (* 1987), Informant für Wikileaks
- Hubert Ausbie (* 1938), Basketballspieler der Harlem Globetrotters